# Tenis en Croacia
El tenis croata tuvo su primeros grandes momentos aún como parte de Yugoslavia en los años 70, con Željko Franulović y Nikola Pilić. Posteriormente ya como Croacia, Goran Ivanišević se transformaría en la gran figura del tenis a partir de los años 1990's. En los años 2000's y 2010's continuó el éxito en el tenis de la mano de Ivan Ljubičić, Mario Ančić, Ivo Karlović y Marin Čilić.
Actualmente el joven Borna Ćorić se proyecta como una de las grandes figuras del tenis mundial. 
A nivel de representación nacional el Equipo de Copa Davis de Croacia obtuvo la Copa Davis por primera vez en 2005 de la mano de Ivan Ljubičić y Mario Ančić.

## Mejores en el ranking ATP en individuales masculino

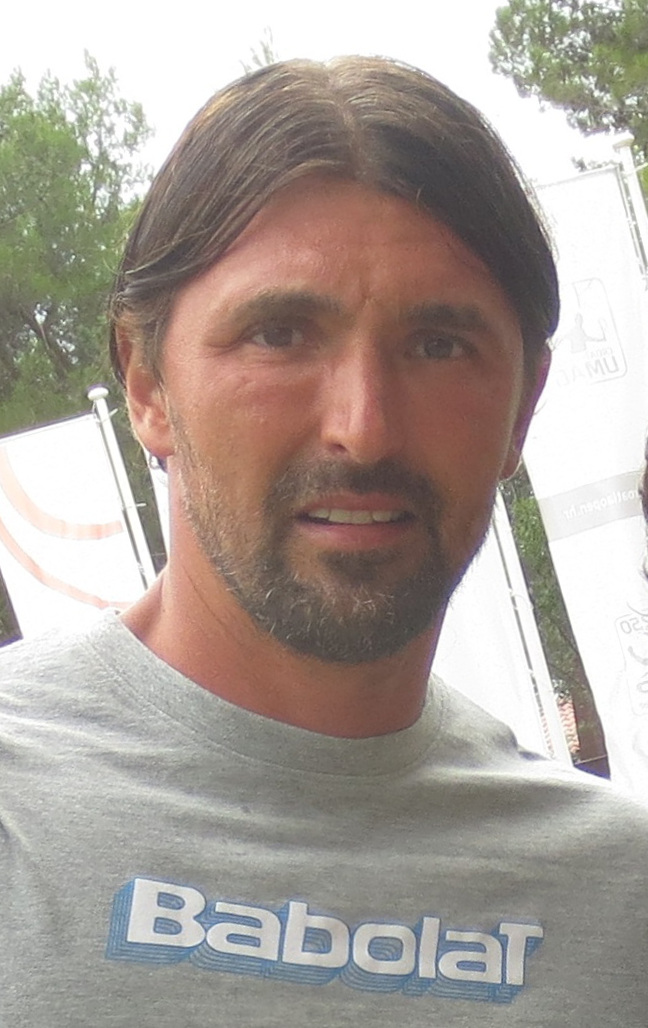
Goran Ivanišević el mejor tenista croata de la historia

Tenistas croatas que han estado entre los 100 mejores del ranking ATP.
| Singlista         | Mejor puesto | Año  | Títulos |
| ----------------- | ------------ | ---- | ------- |
| Goran Ivanišević  | 2.º          | 1994 | 22      |
| Marin Čilić       | 3.º          | 2017 | 20      |
| Ivan Ljubičić     | 3.º          | 2006 | 10      |
| Mario Ančić       | 7.º          | 2006 | 3       |
| Željko Franulović | 8.º          | 1971 | 9       |
| Borna Ćorić       | 12.º         | 2018 | 3       |
| Nikola Pilić      | 12.º         | 1973 | 3       |
| Ivo Karlović      | 14.º         | 2008 | 8       |
| Goran Prpić       | 16.º         | 1991 | 1       |
| Ivan Dodig        | 29.º         | 2013 | 1       |
| Bruno Orešar      | 46.º         | 1989 | 0       |
| Borna Gojo        | 72.º         | 2023 | 0       |
| Željko Krajan     | 88.º         | 2002 | 0       |
| Roko Karanušić    | 88.º         | 2009 | 0       |

## Tenista n.º 1 de Croacia en el ranking ATP al finalizar la temporada
| Temporada | Jugador          | Ranking |
| --------- | ---------------- | ------- |
| 1990      | Goran Ivanišević | 9.º     |
| 1991      | Goran Ivanišević | 16.º    |
| 1992      | Goran Ivanišević | 4.º     |
| 1993      | Goran Ivanišević | 7.º     |
| 1994      | Goran Ivanišević | 5.º     |
| 1995      | Goran Ivanišević | 10.º    |
| 1996      | Goran Ivanišević | 4.º     |
| 1997      | Goran Ivanišević | 15.º    |
| 1998      | Goran Ivanišević | 12.º    |
| 1999      | Goran Ivanišević | 62.º    |

| Temporada | Jugador          | Ranking |
| --------- | ---------------- | ------- |
| 2000      | Ivan Ljubičić    | 91.º    |
| 2001      | Goran Ivanišević | 12.º    |
| 2002      | Ivan Ljubičić    | 49.º    |
| 2003      | Ivan Ljubičić    | 42.º    |
| 2004      | Ivan Ljubičić    | 22.º    |
| 2005      | Ivan Ljubičić    | 9.º     |
| 2006      | Ivan Ljubičić    | 5.º     |
| 2007      | Ivan Ljubičić    | 18.º    |
| 2008      | Marin Čilić      | 22.º    |
| 2009      | Marin Čilić      | 14.º    |

| Temporada | Jugador     | Ranking |
| --------- | ----------- | ------- |
| 2010      | Marin Čilić | 14.º    |
| 2011      | Marin Čilić | 22.º    |
| 2012      | Marin Čilić | 15.º    |
| 2013      | Ivan Dodig  | 33.º    |
| 2014      | Marin Čilić | 9.º     |
| 2015      | Marin Čilić | 13.º    |
| 2016      | Marin Čilić | 6.º     |
| 2017      | Marin Čilić | 6.º     |
| 2018      | Marin Čilić | 7.º     |
| 2019      | Borna Ćorić | 28.º    |

| Temporada | Jugador     | Ranking |
| --------- | ----------- | ------- |
| 2020      | Borna Ćorić | 24.º    |
| 2021      | Marin Čilić | 30.º    |
| 2022      | Marin Čilić | 17.º    |
| 2023      | Borna Ćorić | 37.º    |
| 2024      | Borna Ćorić | 90.º    |

## Tenistas con más victorias ATP
Tenistas croatas con más de 200 victorias ATP.
| Nombre            | Victorias | Derrotas | Rendimiento |
| ----------------- | --------- | -------- | ----------- |
| Goran Ivanišević  | 599       | 333      | 64,3%       |
| Marin Čilić       | 582       | 332      | 63,7%       |
| Ivan Ljubičić     | 429       | 296      | 59,2%       |
| Ivo Karlović      | 371       | 346      | 51,7%       |
| Željko Franulović | 353       | 273      | 56,4%       |
| Nikola Pilić      | 256       | 191      | 57,3%       |
| Borna Ćorić       | 220       | 191      | 53,5%       |
| Mario Ančić       | 203       | 135      | 60,6%       |

## Récords en el saque
Destacan los tenistas croatas por ser especialista en el saque, siendo Ivo Karlović el tenista con más aces convertidos en la historia, seguido en segundo lugar por Goran Ivanišević, y en octavo Ivan Ljubičić. A su vez Ivo Karlović realizó el saque más veloz de la historia en 2011 a 251 km/h, actualmente ocupa el cuarto lugar histórico, mientras que tanto Ivan Ljubičić, y Marin Čilić cuentan con saques entre los 25 más potentes de la historia del tenis.
| Lugar | Tenista       | Velocidad | Torneo                       |
| ----- | ------------- | --------- | ---------------------------- |
| 1     | Ivo Karlović  | 251 km/h  | Copa Davis 2011              |
| 2     | Marin Čilić   | 235 km/h  | Copa Davis 2016              |
| 3     | Ivan Ljubičić | 233 km/h  | Masters de Indian Wells 2007 |

## Galería de tenistas destacados
Tenistas croatas que han estado en el Top 20 y Top 1 en dobles
|               |
| Nikola Pilić. |

|                    |
| Željko Franulović. |

|                   |
| Goran Ivanišević. |

|               |
| Ivo Karlović. |

|                |
| Ivan Ljubičić. |

|              |
| Mario Ančić. |

|              |
| Marin Čilić. |

|                |
| Nikola Mektić. |

|             |
| Mate Pavić. |

|              |
| Borna Ćorić. |